# Rééducation tubaire
La rééducation tubaire, aussi appelée rééducation vélo-tubo-tympanique, permet d'ouvrir les trompes d'Eustache (trompe auditive) et donc d'aérer la caisse du tympan.
Encore peu étudiée et peu utilisée, elle a pourtant déjà fait ses preuves[réf. nécessaire] : elle est recommandée notamment à titre préventif chez les sujets souffrant d'otites séreuses ou d'otites séro-muqueuses régulièrement. Elle peut également être prescrite avant certaines opérations chirurgicales de l'oreille moyenne.  
Elle est pratiquée par les orthophonistes et certains kinesitherapeutes.
Elle ne peut pas être utilisée avant 5 ans et demi, 6 ans. En effet, il faut que le patient soit suffisamment mûr pour pouvoir refaire seul chez lui plusieurs fois par jour les exercices montrés par l'orthophoniste.
Cette méthode thérapeutique apparaît intéressante et reste peu utilisée. Les études portant sur l'évaluation de son efficacité restent encore trop rares et de qualité scientifique insuffisante.
La rééducation tubaire est en outre utilisée par les plongeurs professionnels en scaphandre ou en apnée pour faciliter leurs descentes en profondeur. En effet, sous l'eau, la pression augmente selon la loi de Boyle-Mariotte et elle oblige les plongeurs à des manœuvres de compensation, pour éviter que les tympans et sinus ne soient abimés par la forte pression qui s'exerce à l'entrée du conduit auditif, notamment.